# Efektivní velikost populace
Efektivní velikost populace (Ne) je termín z populační genetiky a evoluční biologie, který vyjadřuje velikost ideální panmiktické populace, ve které by genetické procesy (např. změny ve frekvenci alel vlivem selekce či driftu) probíhaly stejnou rychlostí jako v dané reálné populaci. Efektivní velikost populace je nižší než její reálná (nominální) velikost vyjádřená počtem jedinců.

## Výpočet
Pokud se počet jedinců v populaci s časem mění, efektivní populace se vypočítá následovně:
{\displaystyle {1 \over N_{e}}={1 \over t}\sum _{i=1}^{t}{1 \over N_{i}}},
kde t je počet měření. Pokud v populaci není poměr samců a samic 1:1, efektivní populace se vypočítá následovně:
{\displaystyle N_{e}^{(v)}=N_{e}^{(F)}={4N_{m}N_{f} \over N_{m}+N_{f}}},
kde Nm je počet samců a Nf počet samic. Pokud dochází v populaci k rozptylu v počtu potomků jednotlivých jedinců a přitom stále platí, že průměrný počet potomků na jednoho jedince činí 2, potom efektivní populace se vypočítá jako:
{\displaystyle N_{e}^{(v)}={4N-2 \over 2+\operatorname {var} (k)}},
kde var(k) (též σ2) je rozptyl v počtech potomků, které po sobě členové populace zanechávají.